# 馬塈
馬塈（？—1277年），南宋宕昌人。
馬塈官至知邕州（治今广西南宁市），后升任左武卫将军，留驻静江府（治今广西桂林市）。1277年元朝军队来攻打静江府，馬塈率军拒绝投降，坚守了三个月，后来城破巷战被俘，为元军杀害。

## 延伸阅读
[在维基数据编辑]
 《宋史·卷451》，出自脱脱《宋史》